# Il y aura toujours des femmes
Pour les articles homonymes, voir Here Come the Girls.
Il y aura toujours des femmes (Here Come the Girls) est une comédie musicale américaine réalisée par Claude Binyon avec Bob Hope dans le rôle principal, et sortie en 1953.

## Synopsis
L'histoire se déroule en 1913; un jeune choriste se voit obligé d'aller sur scène pour remplacer la vedette du spectacle qui a été menacé de mort.

## Fiche technique
- Titre original : Here Come the Girls
- Réalisation : Claude Binyon
- Scénario : Edmund L. Hartmann, Hal Kanter
- Producteur : Paul Jones
- Photographie : Lionel Lindon
- Couleur : Technicolor
- Costumes : Edith Head
- Musique : Lyn Murray[2]
- Montage : Arthur P. Schmidt
- Production : Hope Productions
- Distributeur : Paramount Pictures
- Durée : 100 minutes
- Date de sortie : 
  - États-Unis : 22 octobre 1953

## Distribution
- Bob Hope : Stanley Snodgrass
- Tony Martin : Allen Trent
- Arlene Dahl: Irene Bailey
- Rosemary Clooney : Daisy Crockett

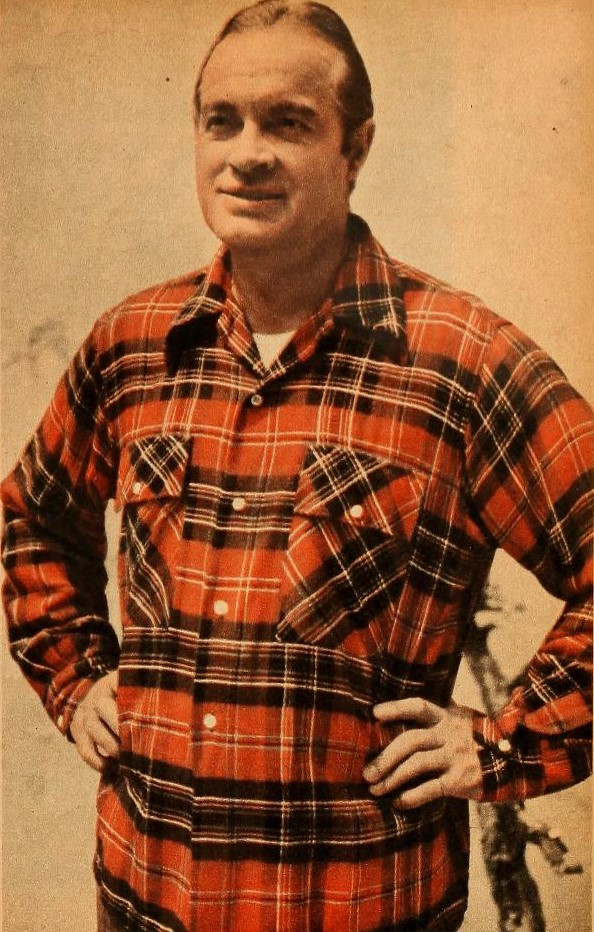
Bob Hope en 1953.

- Millard Mitchell : Albert Snodgrass
- William Demarest : Dennis Logan
- Fred Clark : Harry Fraser
- Robert Strauss : Jack the Slasher
- Zamah Cunningham : Mrs. Emily Snodgrass
- Frank Orth : Mr. Hungerford
- The Four Step Brothers  : danseurs
- Emory Parnell : Police Capt. Garrity
- Johnny Downs : Bob (non crédité)

## Réception
Le film a réalisé plus de 2 millions de $ au box office